# Neil Alexander
Neil Alexander (Edimburgo, 10 marzo 1978) è un ex calciatore scozzese, di ruolo portiere.

## Statistiche

### Presenze e reti in nazionale
| Cronologia completa delle presenze e delle reti in nazionale ― Scozia | Cronologia completa delle presenze e delle reti in nazionale ― Scozia | Cronologia completa delle presenze e delle reti in nazionale ― Scozia | Cronologia completa delle presenze e delle reti in nazionale ― Scozia | Cronologia completa delle presenze e delle reti in nazionale ― Scozia | Cronologia completa delle presenze e delle reti in nazionale ― Scozia | Cronologia completa delle presenze e delle reti in nazionale ― Scozia | Cronologia completa delle presenze e delle reti in nazionale ― Scozia |
| Data                                                                  | Città                                                                 | In casa                                                               | Risultato                                                             | Ospiti                                                                | Competizione                                                          | Reti                                                                  | Note                                                                  |
| --------------------------------------------------------------------- | --------------------------------------------------------------------- | --------------------------------------------------------------------- | --------------------------------------------------------------------- | --------------------------------------------------------------------- | --------------------------------------------------------------------- | --------------------------------------------------------------------- | --------------------------------------------------------------------- |
| 1-3-2006                                                              | Glasgow                                                               | Scozia                                                                | 1 – 3                                                                 | Svizzera                                                              | Amichevole                                                            | -1                                                                    | 46’                                                                   |
| 11-5-2006                                                             | Kobe                                                                  | Scozia                                                                | 5 – 1                                                                 | Bulgaria                                                              | Amichevole                                                            | -1                                                                    |                                                                       |
| 13-5-2006                                                             | Saitama                                                               | Giappone                                                              | 0 – 0                                                                 | Scozia                                                                | Amichevole                                                            | -                                                                     |                                                                       |
| Totale                                                                |                                                                       | Presenze                                                              | 3                                                                     |                                                                       | Reti                                                                  | -2                                                                    |                                                                       |

## Palmarès

### Club

#### Competizioni nazionali
- Campionato scozzese: 3

Rangers: 2008-2009, 2009-2010, 2010-2011
- Coppa di Scozia: 2

Rangers: 2007-2008, 2008-2009
- Coppa di Lega scozzese: 3

Rangers: 2007-2008, 2009-2010, 2010-2011
- Scottish Third Division: 1

Rangers: 2012-2013
- Scottish Championship: 1

Hearts: 2014-2015